# Mesosemia macrina
Mesosemia macrina is een vlindersoort uit de familie van de prachtvlinders (Riodinidae), onderfamilie Riodininae.
Mesosemia macrina werd in 1865 beschreven door C. & R. Felder.